# Minority Front
Die Minority Front (MF) ist eine südafrikanische Partei. Sie wurde im November 1993 gegründet und nimmt für sich in Anspruch, die Interessen aller Minderheiten Südafrikas zu vertreten. Faktisch ist die MF jedoch eine Partei der indischstämmigen Volksgruppe, die hauptsächlich in der Provinz KwaZulu-Natal im Großraum Durban beheimatet ist. Dementsprechend ist diese Provinz ihre Hochburg, während sie in den anderen Provinzen bedeutungslos ist. Neben dem Minderheitenschutz adressiert die Partei bekannte südafrikanische Probleme wie die Ausbreitung von Aids, Arbeitslosigkeit, Armut und andere. Von der Parteigründung bis zu seinem Tod im Dezember 2011 war Amichand Rajbansi der Vorsitzende der Minority Front.
1999 zog die MF erstmals in das südafrikanische Parlament ein, legte 2004 leicht auf 0,35 % zu, um 2009 ein Drittel ihrer Wählerschaft wieder zu verlieren. Seit den Wahlen von 2014 ist die Partei nicht mehr im Parlament vertreten.
Im Provinzversammlung der Provinz KwaZulu-Natal hat die Partei seit den Wahlen von 2014 einen Sitz[veraltet], nachdem sie in den drei Legislaturperioden zuvor mit zwei Abgeordneten vertreten war.

## Ergebnisse bei nationalen und regionalen Wahlen
|             | Nationalversammlung | Nationalversammlung | KwaZulu-Natal | KwaZulu-Natal |
| ----------- | ------------------- | ------------------- | ------------- | ------------- |
| Wahl von... | Prozent             | Sitze               | Prozent       | Sitze         |
| 1994        | 0,07 %              | -                   |               |               |
| 1999        | 0,30 %              | 1                   | 2,93 %        | 2             |
| 2004        | 0,35 %              | 2                   | 2,61 %        | 2             |
| 2009        | 0,25 %              | 1                   | 2,05 %        | 2             |
| 2014        | 0,12 %              | -                   | 1,02 %        | 1             |
| 2019        | 0,07 %              | -                   | 0,52 %        | 1             |